# غالاتاس
غالاتاس (Γαλατάς) هي مدينة في أيتوليا كي أكارنانيا في مقاطعة كينتريكي إلادا في اليونان.
يبلغ عدد سكانها حوالي 1002 نسمة.